# بيرسي كيد
بيرسي كيد (1851 - 1942) (بالإنجليزية: Percy Kidd)‏ هو لاعب كريكت بريطاني (وحمل سابقاً جنسية المملكة المتحدة لبريطانيا العظمى وأيرلندا).